# Gianicolense (zone suburbaine de Rome)
Ne doit pas être confondu avec Gianicolense.

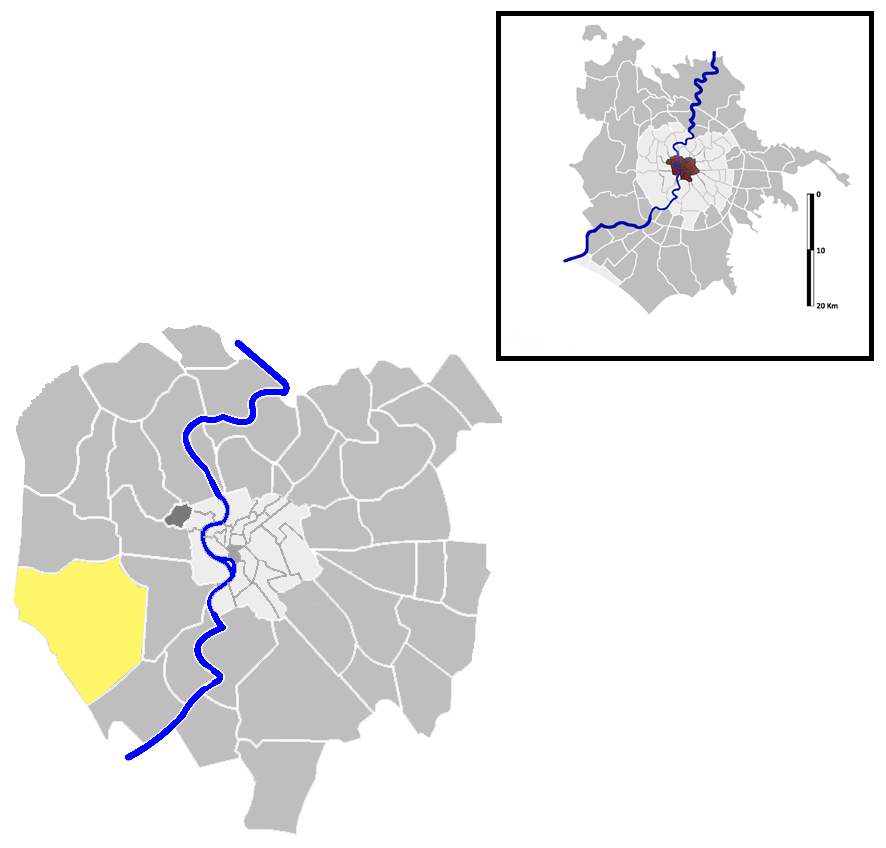
Localisation de la zone suburbaine de Gianicolense sur la carte administrative de Rome.

Gianicolense est une suburbi (zone suburbaine) située à l'ouest de Rome en Italie prenant son nom du quartier Gianicolense. Elle est désignée dans la nomenclature administrative par S.VIII et fait partie des Municipio XI et Municipio XII. Sa population est de 50 639 habitants répartis sur une superficie de 17,47 km2.

## Lieux particuliers
- Église Santissimo Crocifisso
- Église Santa Maria della Perseveranza
- Église San Girolamo a Corviale
- Église Sacra Famiglia a Villa Troili
- Église San Bruno, in via della Pisana
- Église San Paolo della Croce
- Église Natività di Maria
- Église Santi Martiri Coreani
- Église Santa Chiara